# Haakon Chevalier
Haakon Chevalier   (Lakewood, 10 de setembre de 1901 - 18è districte de París, 4 de juliol de 1985) Haakon Maurice Chevalier fou un escriptor, traductor i professor estatunidenc de literatura francesa a la Universitat de Califòrnia a Berkeley, més conegut per la seva amistat amb el físic Robert Oppenheimer, a qui va conèixer a Berkeley el 1937.
La relació d'Oppenheimer amb Chevalier, i la d'aquest amb un possible reclutador per a la intel·ligència soviètica, van ocupar un lloc destacat en una audiència de 1954 de la Comissió de l'Energia Atòmica dels Estats Units sobre l'autorització de seguretat d'Oppenheimer. En aquella audiència, es va revocar l'autorització de seguretat d'Oppenheimer.

## Primers anys
Chevalier va néixer el 10 de setembre de 1901 a Lakewood Township, Nova Jersey, fill d'Emile i Therese Chevalier (de soltera Roggen), d'ascendència francesa i noruega respectivament. Quan tenia vint anys es va sentir atret pels aspectes romàntics de la navegació i es va embarcar com a mariner de coberta en un dels últims velers comercials, la goleta nord-americana de quatre pals Rosamond per a un viatge a l'oceà austral i Ciutat del Cap. Va deixar un testimoni viu i nostàlgic d'aquest mateix final de l'era de la vela al seu llibre L'últim viatge de la goleta Rosamond.

## Treball
L'any 1945, Chevalier va fer d'intèrpret als Judicis de Nuremberg. Va traduir a l'anglès moltes obres de Salvador Dalí, André Malraux, Vladimir Pozner, Louis Aragon, Frantz Fanon i Victor Vasarely.

## Vida personal
Chevalier va tenir quatre fills de tres matrimonis. Del 1922 al 1931 va estar casat amb Ruth Bosley, després amb Barbara Lansburgh del 1931 al 1950, i finalment amb Carol Lansburgh el 1952.

## Relació amb Oppenheimer
Chevalier va conèixer Oppenheimer el 1937 a Berkeley mentre era professor associat de llengües romàniques. Junts, Chevalier i Oppenheimer fundarien la branca de Berkeley d'un sindicat de professors, que patrocinava beneficis per a causes d'esquerra.
L'any 1942, Chevalier va informar a Oppenheimer d'una discussió que va mantenir amb George Eltenton i que el va molestar considerablement, sobre els intents soviètics a través d'Eltenton per penetrar en el Projecte Manhattan i va pensar que Oppenheimer hauria de saber-ho. Aquella breu conversa, l'informe tardà d'Oppenheimer i els intents d'enfosquir la identitat de Chevalier, es convertirien més tard en un dels problemes clau de l'audiència de seguretat d'Oppenheimer de 1954 davant la Comissió d'Energia Atòmica, que va resultar en la revocació de la seva autorització de seguretat.
Chevalier va ser entrevistat a The Day After Trinity (1981), un documental nominat a l'Oscar sobre Oppenheimer i la bomba atòmica. Va ser interpretat per Jefferson Hall a la pel·lícula Oppenheimer de Christopher Nolan del 2023.

## Darrers anys
Després de l'audiència del Subcomitè d'Activitats Antiamericanes de la Cambra, Chevalier va perdre la feina a Berkeley el 1950 i no va poder trobar una altra càtedra als Estats Units i, per tant, es va traslladar a França, on va continuar treballant com a traductor.
Chevalier va tornar breument als Estats Units el juliol de 1965 per assistir al casament de la seva filla a San Francisco.
Chevalier va morir el 1985 a París a l'edat de 83 anys. No va transcendir la causa de la mort.